# Rospigg
Rospigg är en person från Roslagen. 
Ordet kommer från fornsvenskans "rosbyggiar" som betyder boende i Roden. Det har alltså inte något med taggarna på rosor eller för den delen spigg, eller som fiskgruppen kallas, spiggar att göra. Rospigg är även ett alternativt namn på båttypen  roslagsskuta.
Ordet har givit upphov till namnet på speedwayklubben Rospiggarna.